# 谢莱尔
谢莱尔（法語：Chelers）是法国北部-加来海峡大区加来海峡省的一个市镇，属于阿拉斯区欧比尼昂纳图瓦县。该市镇2009年时的人口为259人。

## 人口
谢莱尔人口变化图示
| 数据来源：INSEE |